# William Karel
William Karel (Bizerte, 1940) is een Frans fotograaf, filmregisseur en auteur. Zijn werkelijke achternaam is Saada. Hij is vooral bekend om zijn politieke en historische documentaires.

## Biografie
Karel werd geboren in Tunesië en arriveerde als kind in Frankrijk. Nadat zijn vader was overleden werkte hij als arbeider bij Renault en volgde tegelijkertijd in Parijs een avondopleiding voor fotograaf. Vervolgens werkte hij voor het fotobureau Gamma, met Raymond Depardon. Hierna emigreerde hij naar Israël, waar hij zo'n tien jaar in een kibboets woonde. Hij leerde er Blanche Finger kennen, die zijn vrouw werd. Na in 1981 naar Frankrijk te zijn teruggekeerd werd hij setfotograaf, onder andere bij À nos amours (1983), van Maurice Pialat, van wie hij naar eigen zeggen veel opstak.
Karel werkte meer dan tien jaar als persfotograaf voor verschillende fotobureaus, zoals Gamma (1972-1976) en Sygma (1976-1983). Daarna begon hij met het regisseren van films.
Sinds het einde van de jaren tachtig heeft hij verschillende historische en politieke documentaires over gevoelige onderwerpen van de twintigste eeuw gemaakt, zoals het Arabisch-Israëlisch conflict. Zijn documentaires worden regelmatig uitgezonden door ARTE en France 3. Hij maakte ook portretten van Franse en Amerikaanse politici, zoals Valéry Giscard d'Estaing, François Mitterrand, Jean-Marie Le Pen, John F. Kennedy en George W. Bush.
Studies van de Verenigde Staten zijn een belangrijk deel van Karels werk. In 2000 bracht hij de film After the Men of the White House uit, waarin hij een portret schetste van presidenten tijdens een crisisperiode. Daarna legde hij geheimen van de CIA bloot in de film CIA, Secret Wars (2003). Deze film was vooral gebaseerd op interviews met vroegere CIA-directeuren en -agenten, zoals Robert Baer, en historici.
Geïnspireerd door Eric Laurents boek over George W. Bush bracht hij in 2004 The World According to Bush uit.
Karel wilde zich echter nooit toeleggen op één genre. Daarom bracht hij in 2002 een mockumentary uit, Opération Lune (ook bekend als Dark Side of the Moon). Deze film is gebaseerd op de Apollo-maanlandingscomplottheorie.

## Filmografie
- 1988 - De Gaulle? Connais pas, Envoyé spécial, France 2
- 1989 - L'Argentine dans la crise, Envoyé spécial, France 2
- 1989 - Les juifs du bout du monde, Envoyé spécial, France 2
- 1992 - La Rafle du Vel' d'Hiv : cinquante ans après, La Marche du siècle, France 3
- 1992 - Les deux morts de Joseph Staline, Planète chaude, France 3
- 1993 - La Guerre du Kippour, Les Brûlures de l'Histoire, France 3
- 1993 - Sartre-Aron : 50 ans d'histoires, Les Brûlures de l'Histoire, France 3
- 1993 - John F. Kennedy, Les Brûlures de l'Histoire, France 3
- 1994 - Le FMI en Jamaïque, Grand Format, Arte
- 1994 - La Nuit des Longs Couteaux, Les Brûlures de l'Histoire, France 3
- 1995 - Une journée particulière : le 8 mai 1945, Les Brûlures de l'Histoire, France 3
- 1995 - Albert Cohen, Un Siècle d'écrivains, France 3
- 1995 - Contre l'oubli (samen met Blanche Finger), Documents, France 2
- 1996 - Primo Levi, Un Siècle d'écrivains, France 3
- 1996 - Mourir à Verdun, Les Dossiers de l'Histoire, France 3
- 1996 - La Cagoule, Les Dossiers de l'Histoire, France 3
- 1997 - Une terre deux fois promise : Israël-Palestine, Les Dossiers de l'Histoire, France 3
- 1999 - Histoire d'une droite extrême, Les Mercredis de l'Histoire, Arte
- 1999 - Le Journal commence à vingt heures, La Vie en face, Arte
- 2000 - Les Hommes de la Maison Blanche, Les Mercredis de l'Histoire, Arte
- 2001 - Conversation avec les hommes du Président, Histoire
- 2001 - François Mitterrand : un mensonge d'Etat passé sous silence, France 3
- 2002 - Valéry Giscard d'Estaing, le théâtre du pouvoir, Les Dossiers de l'Histoire, France 3
- 2002 - Opération Lune (ook: Dark Side of the Moon), Les Mercredis de l'Histoire, Arte
- 2003 - CIA, Guerres secrètes - 1947-1977, Opérations clandestines, Les Mercredis de l'Histoire, Arte
- 2003 - CIA, Guerres secrètes - 1977-1989, La fin des illusions, Les Mercredis de l'Histoire, Arte
- 2003 - CIA, Guerres secrètes - 1989-2003, D'une guerre à l'autre, Les Mercredis de l'Histoire, Arte
- 2004 - The World According to Bush
- 2005 - La Fille du Juge
- 2008 - Meurtres à 'Empire State Building (ook: The Empire State Building Murders)
- 2009 - Mais qui a tué Maggie?
- 2009 - 1929, over de beurscrash van 1929
- 2010 - Gallimard, le Roi Lire, Arte
- 2011 - Album, Arte
- 2011 - Philippe Roth, sans complexe, Arte
- 2011 - Looking for Nicolas Sarkozy, Arte
- 2012 - Au cœur de la Maison Blanche : Barack Obama, France 2.
- 2015 - Jusqu'au dernier : la destruction des juifs d'Europe, met Blanche Finger, France 2 en RTBF (8 afleveringen van 52 minuten)
- 2015 - François Mitterrand - Que reste-t-il de nos amours ?, Arte
- 2017 - Une terre deux fois promise: Israël-Palestine, samen met Blanche Finger, Arte France en Roche production (2 afleveringen van 55 minuten), Arte
- 2019 - La Mort en face : Le Pogrom de Iasi, samen met Nellu Cohn, France 3
- 2019 - Salman Rushdie, la mort aux trousses, Arte
- 2019 - Le Monde selon Trump
- 2021 - La Diaspora des cendres, teksten over de Holocaust bijeengebracht door William Karel, France Culture